# 모지코

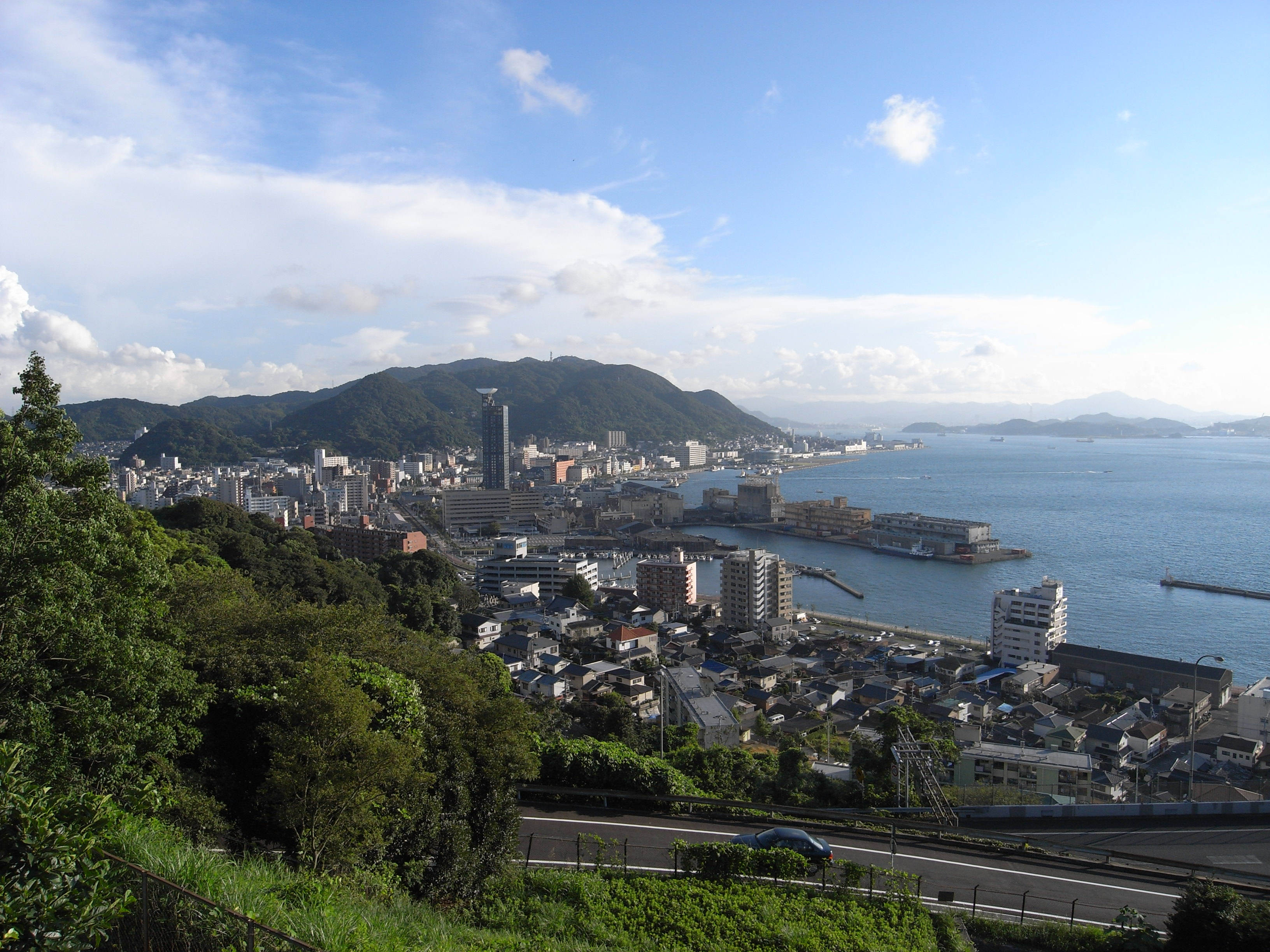
모지코

모지코(門司港)는 일본 후쿠오카현 기타큐슈시 모지구에 모지코역을 중심으로 한 지역이다. 모 지구의 중심 시가지이다.
기타큐슈시 모지구 (기쿠 반도) 북부의 간몬 해협에 닿아있는, 기타큐슈항을 구성하는 지역을 중심으로 한다. 관광지로도 유명하며 해안의 창고나 역사적 건조물 등 옛 항구의 분위기를 느낄 수있는 지역이다. 지역의 명칭은 항구로서 모지항이 있는 것과 지역의 교통 거점인 모지코 역에서 유래한다.
모지코 지역의 범위에 뚜렷한 정의는 없지만, 모지코 레트로 관광 마을 만들기 플랜에 범위가 표시되어 있다.